# Jack Reacher (personnage)
Cet article concerne le personnage. Pour le film, voir Jack Reacher.
Jack Reacher est un personnage fictif et le protagoniste d'une série de livres écrits par l'auteur britannique Lee Child.

## Biographie
Jack Reacher est un ancien major dans la police militaire de l'armée des États-Unis. Depuis son départ de l'armée à 36 ans à la suite de compressions de personnel, il erre aux États-Unis prenant des petits boulots et menant des enquêtes.

## Romans où le personnage apparaît
1. Du fond de l'abîme, Ramsay, 1997 ((en) Killing Floor, 1997) S'il n'avait pas jadis lu le nom de cette ville sur la pochette d'un disque de blues, jamais Jack Reacher, ex-policier militaire des Marines, n'aurait débarqué à Margrave, un trou perdu au fond de la Géorgie. Il n'avait d'autre but que d'aller à l'aventure, muni de sa pension de l'armée. Mais l'enfer l'attend ici. Tout va très vite : police, prison, accusation de meurtre. Un cauchemar incompréhensible, dont vont l'aider à sortir deux alliés inespérés : Finlay, le policier noir, et surtout Roscoe, séduisante et courageuse femme flic. Tous trois vont s'attaquer au système mafieux qui a corrompu toute la ville, et remonter la filière d'un gigantesque réseau de faux-monnayeurs.
2. Les Caves de la Maison-Blanche, Ramsay, 2001 ((en) Die Trying, 1998) Videur dans un club de jazz de Chicago, Jack croyait avoir tiré un trait sur son passé. Jusqu'à ce fameux jour où il croise malencontreusement la route de Holly Johnson, une jeune et jolie recrue du FBI, accessoirement fille d'un général d'état-major et filleule du président des États-Unis. Pris en otages par trois malfrats particulièrement musclés, Holly et Jack se retrouvent embarqués, pieds et poings liés, à bord d'une fourgonnette. C'est le début d'un road-movie, imprévisible, sanglant et frénétique qui va les conduire jusqu'au Montana où un groupuscule d'extrême droite mené par Beau Borken, leader obèse, machiavélique et tortionnaire, rêve d'indépendance et de suprématie blanche. Au risque de plonger l'Amérique dans le chaos.
3. Des gages pour l'enfer, Ramsay, 2000 ((en) Tripwire, 1999) Deux ans auparavant, l'existence de Jack a basculé. Depuis, payant tout en liquide, ne donnant jamais son véritable nom, il a refait sa vie et s'est fondu dans la foule de Key West, en Floride. Ses activités noctambules : videur dans un topless bar. Son retour est bientôt troublé par la filature d'un privé new-yorkais, Costello. Mais Jack n'a pas le temps de l'interroger sur les motifs de sa présence : quelques heures plus tard, il retrouve Costello mort, les phalanges sectionnées. Jack, menacé à son tour, décide de mener l'enquête et de remonter la piste du détective et de sa cliente, une mystérieuse Mme Jacob. Il prend un aller simple pour New York, ou plutôt pour l'enfer.
4. Un visiteur pour Ophélie, Ramsay, 2001 ((en) Running Blind (The Visitor au Royaume-Uni), 2000) Deux femmes officiers de l'armée américaine ont été sauvagement étouffées avant d'être plongées par leur assassin dans un bain de peinture kaki provenant des stocks de l'armée. Pour le FBI, le profil du tueur ne fait aucun doute : d'une intelligence supérieure, vivant seul, il connaissait les deux victimes. Tout le portrait de Jack qui se retrouve illico dans l'œil du cyclone. Seul face à un tueur qui prend plaisir à le manipuler, Jack sait qu'il ne dispose que de quelques heures pour arrêter cette machine à tuer et prouver à tous son innocence.
5. Carmen à mort, Ramsay, 2004 ((en) Echo Burning, 2001) Pour sa dernière virée en solitaire, Jack n'a rien trouvé de mieux que partir en auto-stop sous un soleil de plomb. Mais même au cœur du Texas, sur une route isolée et poussiéreuse, il va devoir rempiler. Cette fois-ci, à cause d'une certaine Carmen Greer, sulfureuse beauté qui, quelques heures après l'avoir fait monter côté passager, lui demande sans détour de l'aider à éliminer son mari. Intrigué, Jack décide d'accompagner la jeune femme dans sa belle-famille, antipathique clan de propriétaires texans, dont le fils prodigue, adepte des violences matrimoniales, s'apprête à sortir de prison. À peine ce dernier regagne-t-il ses pénates qu'il est retrouvé mort dans la chambre conjugale. Tout accuse l'énigmatique Carmen. Mais la vérité va se révéler autrement dérangeante.
6. Pas droit à l'erreur, Fleuve noir, 2004 ((en) Without Fail, 2002) Jack est démarché par une séduisante responsable des Services Secrets pour une bien curieuse mission : il s'agit ni plus ni moins que d'assassiner le vice-président des États-Unis qu'elle est précisément censée protéger. Derrière cette mission parfaitement officielle se cache cependant un piège qu'il ne va pas tarder à découvrir. Mais le piège en question en cache un autre qui lui-même en cache un autre. Heureusement qu'outre sa dextérité, Jack possède un sens certain de la déduction. Lui qui ne rêve que de secret et de solitude va se trouver au cœur de la trépidante capitale fédérale, à dénouer les fils d'une des affaires les plus embrouillées de sa vie. Mais aussi à se débattre avec quelques souvenirs de famille, à remuer un passé douloureux, à retrouver quelques amis.
7. Ne pardonne jamais, Fleuve noir, 2005 ((en) Persuader, 2003) Les autorités avaient conclu au décès de Quinn, un traitre qui, après avoir tenté de vendre les plans d'une arme secrète aux Irakiens, avait reçu deux balles en pleine tête. Dossier clos jusqu'à ce que Jack le reconnaisse au détour d'une rue, ombre furtive se tenant au milieu de la foule. Pour Jack, il est l'heure de dépoussiérer les vieux dossiers et de comprendre ce qui s'est vraiment passé dix ans auparavant. Il lui faut découvrir ce qui lie Quinn à Beck, un des plus dangereux trafiquants de drogue de Los Angeles. Pour cela, il va devoir trouver un moyen d'infiltrer le milieu. Cette mission à haut risque est aussi pour Jack la dernière chance de pouvoir régler ses comptes avec le passé.
8. Liste mortelle, Fleuve noir, 2007 ((en) The Enemy, 2004) En 1990, Jack avait 29 ans et était officier dans une base militaire de Caroline du Nord. C'est lui qui était de service le soir du nouvel an quand le corps sans vie d'un soldat fut retrouvé dans un motel sordide. Jack a envoyé la police locale sur les lieux pour ce qui semblait être une simple crise cardiaque. Mais bien vite l'affaire a pris une tout autre tournure. Jack a reçu l'appel d'un certain colonel Garber : le cadavre était en réalité celui d'un général de la marine américaine en pleine mission secrète. Et quand Jack s'est rendu chez la victime pour annoncer le décès aux proches, il a retrouvé la femme du général assassinée.
9. Folie furieuse, Fleuve noir, 2006 ((en) One Shot, 2005) Après le massacre de cinq personnes en Indiana, par un tireur isolé, les forces de l'ordre parviennent à arrêter rapidement un homme du nom de James Barr. Le suspect, un ancien sniper de la Marine, subit un interrogatoire poussé, mais qui ne mène à rien. Mutique, il ne desserra les dents que pour dire une seule phrase à son avocat : "Faites venir Jack Reacher". Coupable idéal, les autorités ont hâte de boucler l'affaire, mais sa sœur ne l'entend pas de cette oreille. Elle va tout mettre en œuvre pour retrouver l'homme réclamé par son frère, afin qu'il mène l'enquête pour l'innocenter. Les apparences n'étant pas toujours ce qu'elles semblent, Jack va devoir pousser ses investigations au-delà du raisonnable, et de la légalité, s'il souhaite obtenir des réponses sur cet homme lié à son passé. Dans l'ombre, des gens puissants sont à l'œuvre, ils avaient tout prévu, sauf un grain de sable d'1,95m, pour 110 kg, qui allait enrayer leur plan parfait.
10. Sans douceur excessive, Seuil, 2009 ((en) The Hard Way, 2006) De la terrasse d'un café, Jack observe un homme pressé monter dans une Mercedes et disparaitre dans le trafic new-yorkais. Il apprendra le lendemain que le coffre renfermait un million de dollars. Une rançon versée par Edward Lane, à la tête d'une armée de mercenaires impliquée dans des coups d'État en Afrique, prêt à tout pour récupérer sa femme et sa belle-fille kidnappées. À cet effet, il contacte Jack, qui accepte la mission, toujours prêt à donner un coup de main en cas de besoin. Mais, à force de se renseigner sur ce qui a pu déclencher ce kidnapping, Jack comprend que les apparences sont trompeuses : Lane lui cache certaines choses qui risquent de faire capoter sa mission. Néanmoins, il a donné sa parole et devra aller jusqu'au bout, au risque d'y perdre la vie.
11. La Faute à pas de chance, Seuil, 2010 ((en) Bad Luck and Trouble, 2007) Jack se tient devant un distributeur de billets à Portland, Oregon. Fauché, incognito, en cavale. Son compte en banque vient d'être crédité de 1 030 dollars. Erreur de la banque ? Toute personne normalement constituée s'en réjouirait, mais pas Jack car 1030 est le code d'alerte de son ancienne unité d'élite de la CIA : l'un de ses membres a été assassiné. Franz et les autres seraient en danger de mort. Jack réunit ses anciens coéquipiers mais certains manquent à l'appel. Il comprend que toute l'unité est menacée. Dix-sept jours plus tôt, Calvin Franz était allongé sur une civière, à 1 500 mètres d'altitude, dans un hélicoptère Bell 222 survolant le désert quelque part à l'est de Los Angeles, avec les deux jambes cassées, quand un des pilotes ouvrit la porte latérale et souleva le brancard à la verticale. Franz bascula en avant, hurla de douleur et tomba dans la nuit.
12. L'espoir fait vivre, Seuil, 2011 ((en) Nothing to lose, 2008) À peine arrivé dans un petit bourg nommé Despair au fin fond du Colorado, Jack est aussitôt arrêté, puis expulsé. Sans explication. Que se passe-t-il donc dans cette ville qui mérite d'être si bien caché ? Intrigué, Reacher rebrousse chemin jusqu'au bourg voisin de Hope, ou il sympathise avec une policière locale et s'intéresse à l'énorme usine étonnamment bien protégée de retraitement de déchets radioactifs qui assure la quasi-totalité des emplois de Despair. L'usine est gérée par Thurman, véritable autocrate local. Au cours d'une exploration nocturne du désert avoisinant, Jack découvre le cadavre d'un jeune homme apparemment mort de soif. Lorsqu'il revient sur les lieux, le corps a disparu.
  - (en) James Penney's New Identity / Guy Walks Into a Bar, 2011
13. Elle savait, Calmann-Lévy, 2012 ((en) Gone Tomorrow, 2009) Une nuit, sur la ligne 6 du métro de New York, à la station Bleeker Street, Jack remarque qu'il n'y a que cinq passagers dans la voiture et que le cinquième, Susan Mark, a tout du terroriste prêt à se faire sauter pour Allah. Et la rame se dirige vers la gare de Grand Central. Sauf qu'il est deux heures du matin et que faire exploser une bombe sous une gare presque vide à cette heure ne tient pas debout. Pourtant, selon les critères du Mossad, Susan correspond en tous points à l'auteur potentiel d'un attentat suicide. Jack s'approche d'elle et est sur le point de la désarmer lorsqu'elle se suicide sous ses yeux. L'enquête montre vite qu'il s'est passé quelque chose entre Susan et Jack avant son décès. Et ce quelque chose, Al-Quaeda, le FBI, la police de New York, la CIA, les Russes et un sénateur encombrant au passé trouble le veulent. Malgré la meute qui le poursuit, Jack décide tout naturellement de prendre les choses en main.
14. 61 Heures, Calmann-Lévy, 2013 ((en) 61 Hours, 2010) En Dakota du Sud, en plein hiver, sous un blizzard infernal, un bus rempli de seniors qui tente de rallier la bourgade de Bolton dérape sur une route verglacée et s'encastre dans une congère après avoir évité une collision. Ses passagers, guidés par Jack, qui se trouvait lui aussi dans le bus, se réfugient à Bolton. Mais dans la prison de Bolton, une des plus grande des Etats-Unis, la révolte gronde. Un chef de gang de motards, arrêté pour trafic de drogue, attend son procès, tandis que ses bikers menacent d'enlever le seul témoin du deal, la bibliothécaire Janet Salter. Jack propose son aide et se retrouve embarqué dans une histoire où gangsters, flics corrompus, trafic de drogue international et tueur en liberté font bon ménage.
15. La cause était belle, Calmann-Lévy, 2014 ((en) Worth Dying For, 2010) Jack traverse en stop le Nebraska pour rejoindre la Virginie et sa supérieure de la 110e unité spéciale avant d'échouer dans le motel d'un bled perdu au milieu de nulle part. Au bar, il rencontre, ivre mort et visiblement effrayé, un médecin qui refuse de se rendre au domicile d'une femme souffrant d'hémorragies. De toute évidence, Mme Duncan a été victime de violences conjugales, ce qui ne plaît pas à Jack. Intrigué, il comprend vite que, depuis des décennies, les trois frères Duncan et leur fils font régner la terreur dans ce coin perdu du Grand Ouest américain, où les routes traversent de gigantesques nulle part. Sans compter que la disparition d'une fillette, vingt-cinq ans plus tôt, n'a jamais été élucidée. Incapable de fermer les yeux sur ce qu'il a entrevu et qui lui déplait au plus haut point, Jack s'en mêle et se retrouve vite aux prises avec des gens pour qui manipuler, tuer et truander est une seconde nature.
  - (en) Second Son, 2010
16. Mission confidentielle, Calmann-Lévy, 2015 ((en) The Affair, 2011) En mars 1997, quand une femme de militaire est assassinée derrière un bar dans une petite ville du Mississippi, Jack fait encore partie de l'armée. Infiltré, il enquête au sein de l'unité suspectée dans la base toute proche. Mais il dérange, à tel point qu'il finit par douter du bien-fondé de sa mission et de l'intégrité des hommes qui l'entourent. Certains seraient prêts à tout pour étouffer l'affaire.
  - (en) Deep Down, 2010
17. (en) A Wanted Man, 2012
  - Coup de chaud sur la ville, Calman-Lévy, 2016 ((en) High Heat, 2013) Nouvelle inédite suivie, en exclusivité, d’un extrait de Retour Interdit, la nouveauté à paraître en octobre 2016. New York, 13 juillet 1977. Une chaleur étouffante pèse sur la ville, déjà sous pression : un tueur en série y terrorise la population. Jack Reacher, alors jeune marine de seize ans tout juste rentré de Corée du Sud, se rend à West Point pour revoir son frère quand, en pleine rue, il surprend un homme en train de gifler une femme. Il s’interpose et, bien que le couple lui conseille de ne pas s’en mêler, il s’en prend au type qui, ridiculisé, bat en retraite. Ce que Reacher ne sait pas, c’est que ce « mari », Croselli, est un grand patron de la mafia. Et « sa femme », une inspectrice du FBI. L’incident clos, Reacher continue sa route quand soudain, la ville se retrouve plongée dans le noir : le réseau électrique n’a pas résisté à la canicule. Et pour parfaire le programme de sa soirée, Reacher se retrouve à devoir aider une jeune femme qui semble avoir de sérieux ennuis. Dire que les péripéties ne font que commencer serait un euphémisme… Dans cette nouvelle, Reacher n’a certes que seize ans, mais il présente déjà toutes les caractéristiques du fantastique chevalier blanc qu’il va devenir grâce au talent de son créateur, Lee Child.
18. Never Go Back : Retour interdit, Calmann-Lévy, 2016 ((en) Never Go Back, 2013) Des déserts glacés du Dakota du Sud à son ancien bureau de la 110e unité de police de Washington DC, la route est longue et semée d'embuches pour Jack. Mais après avoir expédié au tapis deux individus qui lui conseillaient de filer s'il ne voulait pas être traduit en cour martiale, intrigué et séduit, il pousse enfin la porte du bureau de celle dont il ne connait que la voix, le major Susan Turner. Et là, surprise, il tombe sur le lieutenant-colonel Morgan qui l'informe que celle qu'il cherche n'est plus là. Et qu'il est, lui, accusé d'avoir tué un dénommé Juan Rodriguez, seize ans plus tôt. Pendant ce temps, Romeo appelle Juliet pour suivre pas à pas les faits et gestes de Jack. Ils savent qu'il va tout faire pour retrouver Susan Turner.
  - (en) Not a Drill, 2014
19. La cible était française, Calmann-Lévy, 2017 ((en) Personal, 2014) Émoi dans tous les services de sécurité du monde : un inconnu vient de tirer sur le Président de la République française à Paris et la balle est américaine. Le sniper a touché l'écran de protection à la distance phénoménale de 1 300 mètres. L'avertissement est clair : la prochaine fois, ce sera au G8 que ça se passera.
  - (en) Good and Valuable Consideration: Jack Reacher vs. Nick Heller, 2014
  - (en) Small Wars, 2015
20. Bienvenue à Mother's Rest, Calmann-Lévy, 2018 ((en) Make Me[2], 2015) Pourquoi cette ville s'appelle-t-elle Mother's Rest ? C'est la question qui pousse Jack à descendre d'un train, en pleine nuit, dans une bourgade perdue de l'Oklahoma. À la gare, une femme semble l'attendre, mais Michelle Chang, ex-agent du FBI, l'a pris pour Keever qu'elle cherche désespérément. Son collègue a disparu. Sans hésiter une seconde, Jack décide de l'aider à le retrouver. Mais ce qu'il ignore, c'est qu'après un périple à travers tout le pays et dans les profondeurs du Darknet, il se retrouvera à la case départ, à Mother's Rest, face au pire cauchemar imaginable.
21. Formation d'élite, Calmann-Lévy, 2019 ((en) Night School, 2016) En 1996, Jack fait encore partie de l'armée. Revenu d'une mission où il a exécuté deux criminels de guerre en Bosnie, il est décoré. Mais, aussi étonnant que cela paraisse, il est aussi renvoyé à l'école avec deux autres agents, tout aussi brillants et décorés que lui.
22. Minuit, dernière limite, Calmann-Lévy, 2021 ((en) The Midnight Line, 2017) Au gré d'une de ses errances, Reacher aperçoit au travers de la vitre d'un bus, une bague de West Point, dans la vitrine d'un prêteur sur gages. Lui-même ancien élève de cette prestigieuse école de l'armée, et piqué par la curiosité, notre ex major décide d'interrompre son trajet, afin d'en découvrir un peu plus sur cet intrigant objet, qui semble appartenir à une femme. Bien décidé à remonter la chaîne d'approvisionnement jusqu'à sa propriétaire d'origine, il n'hésitera pas à secouer quelques arbres, voire à casser certaines branches, pour arriver à ses fins, n'en déplaise à certains.
  - (en) Too Much Time: A Jack Reacher Short Story, 2018
  - (en) Faking a Murderer, 2017
  - (en) The Christmas Scorpion, 2018
23. Les Temps du passé, Calmann-Lévy, 2022 ((en) Past Tense, 2018) Sur un coup de tête, notre ex-major décide de visiter la petite ville de Laconia, dans les bois de la Nouvelle-Angleterre, lieu prétendu de naissance de son père. Une fois sur place, c'est la douche froide, aucun Reacher connu au bataillon. Personne avec ce patronyme n'a jamais vécu dans ce coin, selon les registres. À la recherche de ses origines, Jack va tenter de faire la lumière sur la vérité, se mêlant d'affaires qui à la base ne le regardaient pas, mais qui vont vite devenir de son ressort. Non loin de là, un couple de jeunes Canadiens tombe en panne et échoue dans un motel. Les propriétaires promettent de les aider à repartir, mais ne disent pas toute la vérité. Les chemins de tous ces personnages vont se croiser dans de terribles circonstances, car la mort rôde dans les parages.
  - (en) The Fourth Man, 2019
  - Argent sale, HarperCollins, 2020 ((en) Cleaning the Gold, 2019)  (ISBN 9791033904670)Écrit avec Karin Slaughter.
24. Un homme de parole, Calmann-Lévy, 2023 ((en) Blue Moon, 2019)Dans une ville à l'est du Mississippi, Jack remarque qu'un voyou tente de dévaliser un homme ayant sur lui une grosse somme d'argent. Il s'interpose et apprend que la victime s'apprête à rendre cet argent à la mafia albanaise à laquelle il l'a emprunté pour payer les soins de sa fille, atteinte d'un cancer. L'homme est terrorisé, et Jack décide de prendre sa place pour la transaction. Il va avoir affaire à un autre usurier, membre cette fois de la mafia ukrainienne concurrente. Il se retrouve ainsi mêlé à la lutte à mort que se livrent les deux gangs qui ne savent pas qu'il vaut mieux ne pas se frotter à Jack. Aidé par deux musiciens, un ancien marine et une serveuse de bar étrangement bien informée, Jack compte bien ramener la paix en ville.
25. La Sentinelle ((en) The Sentinel, 2020)
26. (en) Better Off Dead, 2021
27. (en) No Plan B, 2022

HS (en) Lee Child CD Collection 3: Persuader, The Enemy, One Shot, 2007
HS (en) Jack's Reacher Rules, 2012
HS Simples déductions, Calmann-Lévy, 2020 ((en) No middle name, 2017) Un recueil de nouvelles inédites, sur les errances de Jack Reacher à travers les États-Unis et les époques. D'un réveillon de Noël improvisé à Londres, en passant sous la canopée d'une forêt sauvage à la frontière canadienne, ou bien d'un épisode sur son enfance, notre ex-major n'est pas au bout de ses surprises, et des ennuis qui vont avec. Mais après tout, n'est-ce pas l'essence même de la vie de bohème, si chère au cœur de Jack ?

## Recueil de nouvelles
- Safe Enough: And Other Stories (2024)

## Cinéma
Le roman Folie furieuse (One Shot) a été adapté dans le long métrage Jack Reacher (Christopher McQuarrie, 2012). Le personnage y est interprété par Tom Cruise. Une suite, intitulée Jack Reacher: Never Go Back, sort en 2016. Ce second film est l'adaptation du 18e livre, Never Go Back : Retour interdit.

## Télévision
Le personnage est incarné par Alan Ritchson dans la série Reacher, diffusée en 2022 sur Prime Video.